# Phyllobothrium
Phyllobothrium är ett släkte av plattmaskar. Phyllobothrium ingår i familjen Phyllobothriidae.
Kladogram enligt Catalogue of Life:
| Phyllobothrium | \| \| Phyllobothrium delphini \| \| \| \| \| \| Phyllobothrium dohrnii \| \| \| \| \| \| Phyllobothrium lactuca \| \| \| \| |
|                | \| \| Phyllobothrium delphini \| \| \| \| \| \| Phyllobothrium dohrnii \| \| \| \| \| \| Phyllobothrium lactuca \| \| \| \| |
|                | Anthobothrium |
|                | |
|                | Calyptrobothrium |
|                | |
|                | Clydonobothrium |
|                | |
|                | Monorygma |
|                | |
|                | Orygmatobothrium |
|                | |
|                | Pentaloculum |
|                | |
|                | Phormobothrium |
|                | |
|                | Rhinebothrium |
|                | |
|                | Phyllobothrium delphini |
|                | |
|                | Phyllobothrium dohrnii |
|                | |
|                | Phyllobothrium lactuca |
|                | |

|  | Phyllobothrium delphini |
|  |                         |
|  | Phyllobothrium dohrnii  |
|  |                         |
|  | Phyllobothrium lactuca  |
|  |                         |